# Оразак
Ораза́к (каз. Оразақ) — село у складі Цілиноградського району Акмолинської області Казахстану. Адміністративний центр Оразацького сільського округу.
Населення — 1937 осіб (2021; 1524 у 2009, 1820 у 1999, 1742 у 1989).
Національний склад станом на 1989 рік:
- казахи — 64 %.